# Spoorlijn Quimper - Pont-l'Abbé
De spoorlijn Quimper - Pont-l'Abbé was een Franse spoorlijn van Quimper naar Pont-l'Abbé. De lijn was 20,5 km lang en heeft als lijnnummer 477 000.

## Geschiedenis
De lijn werd geopend door de Compagnie du chemin de fer de Paris à Orléans op 7 april 1884. Reizigersverkeer werd opgeheven op 2 februari 1939 en ruim een jaar later op 28 juni 1940 wederom ingevoerd. Het personenvervoer werd definitief opgeheven op 1 december 1946.
In 1947 werd de metersporige lijn van Pont-l'Abbé naar Saint-Guénolé omgebouwd naar normaalspoor waarmee het tijdrovende proces van het overladen van goederen verleden tijd was. Tot 1963 is dit gedeelte in gebruik geweest.
Op 26 januari 1988 werd het goederenvervoer tussen Pluguffan en Pont-l'Abbé gestaakt, het gedeelte tussen Quimper en Pluguffan werd gesloten in april 2008.

## Aansluitingen
In de volgende plaats is of was er een aansluiting op de volgende spoorlijnen:
Quimper
RFN 470 000, spoorlijn tussen Savenay en Landerneau
RFN 478 000, spoorlijn tussen Quimper en Douarnenez - Tréboul

## Galerij

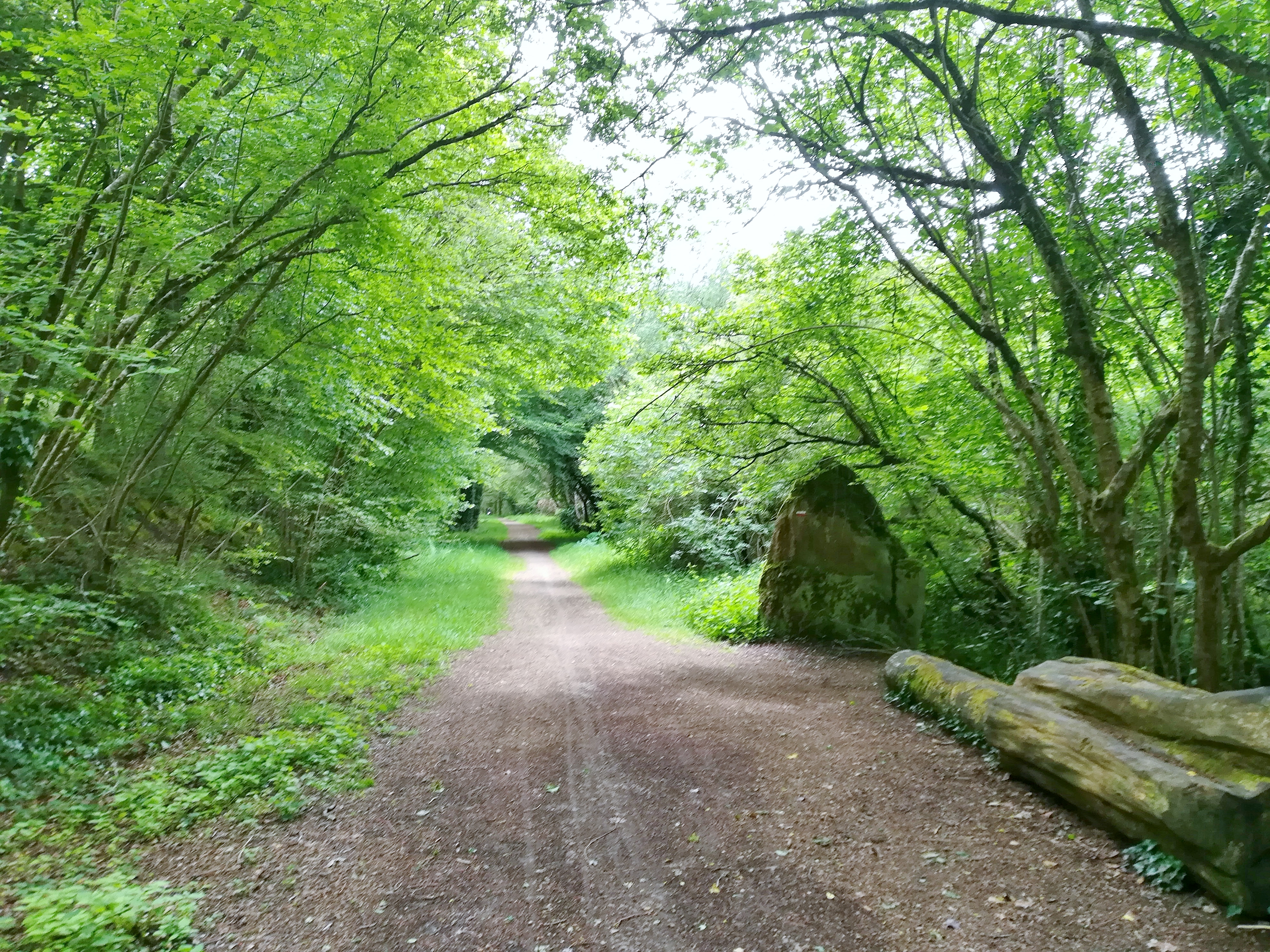
De spoorbedding bij Plomelin
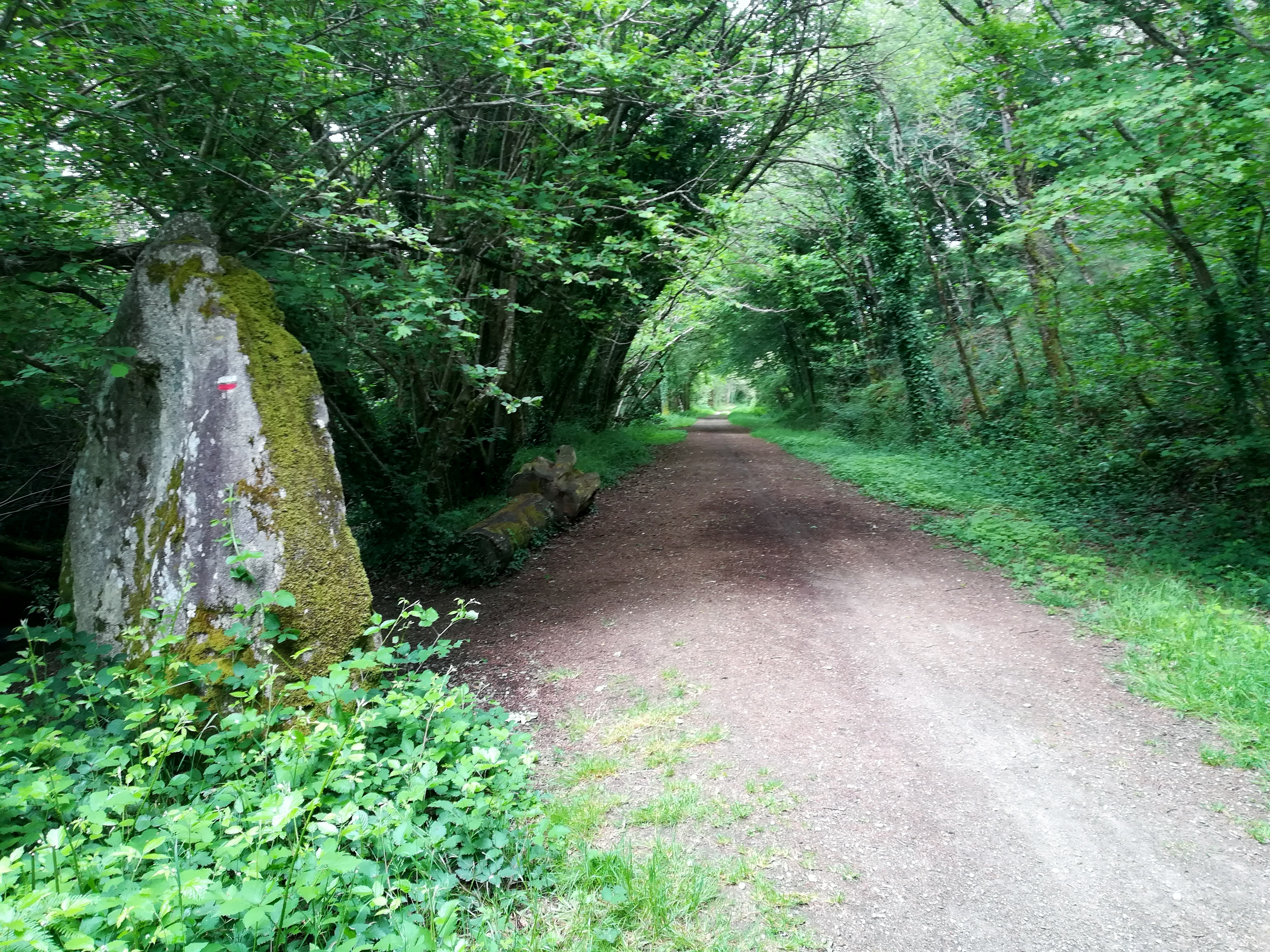
De spoorbedding bij Plomelin